# Vissenaken
Vissenaeken ou Vissenaken (en néerlandais : Vissenaken) est une section de la ville belge de Tirlemont située en Région flamande dans la province du Brabant flamand.
Elle est issue de la fusion en 1825 de Vissenaeken-Saint-Martin et Vissenaeken-Saint-Pierre. C'était une commune à part entière avant la fusion des communes de 1971.

## Démographie

### Évolution démographique
- Sources : INS, Rem. : 1831 jusqu'en 1961 = recensements[2].